# Palazzo Compagnoni di Marcozzo
Il palazzo Compagnoni di Marcozzo è una residenza signorile costruita nel XVI secolo a Macerata costruita da un ramo della nobile famiglia Compagnoni.

## Storia e descrizione
Per tutto il XVI secolo il palazzo fu la residenza cittadina di un ramo della famiglia Compagnoni, detto di Marcozzo, distintosi dalla fine del Quattrocento dal ramo principale, a partire da un figlio di Marco detto "senior Marcozzo" dei Compagnoni delle Lune (morto nel 1460).
Quando i membri di questo ramo si trasferirono altrove, alla fine del Cinquecento, la famiglia Ercolani acquistò il palazzo sito nel centro di Macerata che nel 1601, come attestato da diverse lapidi, verrà fatto ristrutturare da Nicola Ercolani.
Il palazzo, ristrutturato nel XX secolo, soprattutto per quanto riguarda il corpo scale, è situato nell'attuale via Santa Maria della Porta, in un quartiere che è un tempo apparteneva interamente ai conti Compagnoni di Villamagna (località presso Urbisaglia), che vi si insediarono a partire dalla fondazione del primo nucleo abitativo di Macerata. In questa zona troviamo infatti, fra gli altri, il palazzo Compagnoni delle Lune, il palazzo Compagnoni Marefoschi, già palazzo Compagnoni e il palazzo Buonaccorsi, acquistato dall'omonima famiglia ma originariamente dei Compagnoni.